# Wrecking Ball World Tour
Il Wrecking Ball World Tour è stato il quattordicesimo tour di concerti del cantautore statunitense Bruce Springsteen, accompagnato dalla E Street Band, a supporto del suo diciassettesimo album in studio, Wrecking Ball.
È stato il primo tour della E Street Band senza il suo membro fondatore Clarence Clemons, morto il 18 giugno 2011. Nel tentativo di colmare il vuoto lasciato da Clemons, Springsteen ha aggiunto una sezione di fiati completa, comprendente Jake Clemons, nipote di Clarence. Sono stati inoltre aggiunti tre voci secondarie ed un percussionista, portando la E Street Band ad un totale di diciassette elementi. A differenza dei tour precedenti Patti Scialfa, moglie di Springsteen e membro della band, non compare in tutti i concerti a causa di impegni familiari.
Durante il tour sono stati suonati oltre 215 brani diversi.
Il tour mondiale, conclusosi nel settembre del 2013, ha totalizzato 124 concerti in 26 paesi, con oltre 3,5 milioni di biglietti venduti. La tournée è stata caratterizzata dal secondo più alto incasso durante l'anno solare 2012 ed ha vinto un Billboard Touring Award. Detiene anche il record di ottava tournée con il più alto incasso in assoluto fino al 2014.

## Gli spettacoli

### Pianificazione e prove
Le prove private di Springsteen e della band sono iniziate alla fine di gennaio 2012 all'Expo Theater di Fort Monmouth, lo stesso luogo in cui si erano svolte le prove per il Tunnel of Love Express Tour e per il Rising Tour. Alcune prove si sono svolte presso il Sun National Bank Center di Trenton per consentire alla band e allo staff di provare una nuova scenografia.
In anticipo rispetto alla pubblicazione dell'album, il 5 marzo 2012, la band ha dato il via una serie di esibizioni prima dell'inizio del tour, tra cui una performance del primo singolo dell'album, We Take Care of Our Own, ai Grammy Awards.

### I concerti
Il tour mondiale è iniziato il 18 marzo 2012 ad Atlanta, in Georgia. Nei primi spettacoli durante l'esecuzione di Tenth Avenue Freeze-Out Springsteen interrompeva l'esecuzione della canzone nel momento dell'assolo del sax in omaggio a Clarence Clemons.
Come negli altri tour di Bruce Springsteen la scaletta varia di concerto in concerto ed è caratterizzata dalla ripresa di alcune canzoni che non erano state suonate nei tour precedenti come l'introduzione strumentale di Prove It All Night che non veniva suonata dal Darkness Tour del 1978. Il concerto del 31 luglio 2012 ad Helsinki, durato 4 ore e 6 minuti, è il più lungo dell'intera carriera di Springsteen.
Durante il concerto tenuto a Londra nell'ambito dell'Hard Rock Calling, essendo stata superata l'ora limite delle 22:30, è stato imposto lo spegnimento di tutti i microfoni e gli amplificatori mentre Springsteen stava eseguendo un duetto con Paul McCartney. Dopo il concerto Steve Van Zandt ha commentato su Twitter che i poliziotti inglesi sono gli unici individui del mondo a non voler sentire un'altra canzone di Springsteen e McCartney. Nei successivi concerti in Irlanda durante Dancing in the Dark i maxischermi visualizzano solo una batteria posizionata su “on”, poi un finto poliziotto sale sul palco intimando a Springsteen di fermare l'esecuzione di Twist and Shout ricevendo però un rifiuto dal cantante. Durante i successivi concerti americani il finto poliziotto stacca una spina, ma Van Zandt la reinserisce nuovamente continuando a suonare.

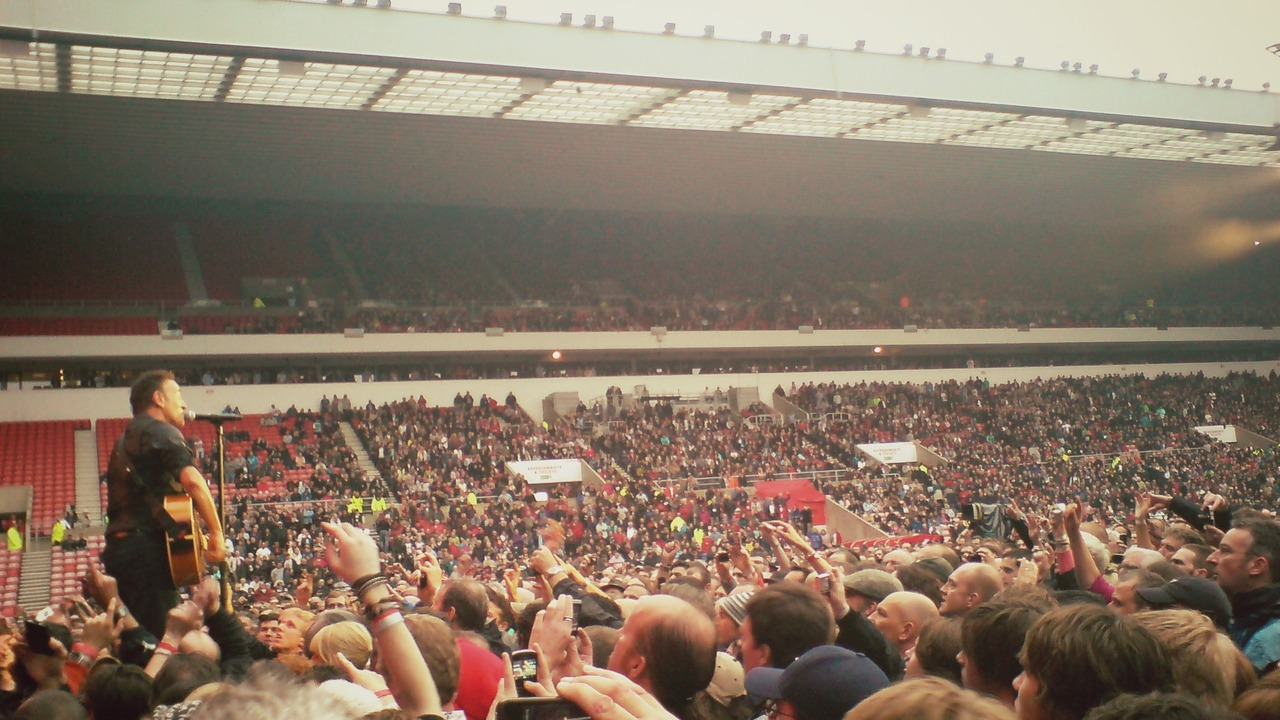
Springsteen allo Stadium of Light di Sunderland il 21 giugno 2012

Il tour è tornato negli Stati Uniti a partire dal mese di agosto 2012 con concerti negli stadi di baseball e football. Lo spettacolo del 22 settembre al MetLife Stadium è stato ritardato di due ore a causa di un forte temporale: a mezzanotte i fan hanno iniziato a cantare Happy Birthday per festeggiare il sessantatreesimo compleanno di Springsteen. Al termine del concerto è stata portata sul palco una torta a forma di chitarra.
Il concerto del 29 ottobre 2012 a Rochester è stato rinviato al 31 ottobre successivo a causa dell'Uragano Sandy. Springsteen ha dedicato il concerto alle persone colpite dalla tempesta. In seguito ha poi partecipato al 12-12-12, un concerto di beneficenza per le vittime di Sandy tenutosi al Madison Square Garden il 12 dicembre 2012.
A causa delle riprese del suo programma televisivo Lilyhammer, Steven Van Zandt è stato costretto a saltare la tappa australiana del tour nel 2013, venendo sostituito da Tom Morello. Van Zandt ha fatto il suo ritorno alla fine di aprile 2013, quando ha aperto il primo concerto a Oslo, cantando  My Kind of Town di Frank Sinatra.
La tappa finale del tour si è svolta in Sud America a partire da settembre 2013, il concerto finale, tenuto a Rio de Janeiro è stato trasmesso in diretta via cavo in Brasile e su YouTube.

## Registrazioni
45 minuti del concerto tenuto nel 2012 ad Hyde Park sono stati pubblicati come bonus nel DVD Springsteen & I.
In concomitanza con il trentesimo anniversario dell'uscita dell'album Born in the U.S.A. è stato reso disponibile su Amazon.com Born in the USA live: London 2013, la registrazione del concerto tenuto all'Hard Rock Calling nel 2013, come parte della deluxe edition dell'album High Hopes.

## Scaletta
Scaletta del concerto del 7 settembre 2012. Ogni concerto presenta variazioni rispetto alla scaletta base.
1. Prove It All Night
2. My Love Will Not Let You Down
3. Out in the Street
4. Hungry Heart
5. We Take Care of Our Own
6. Wrecking Ball
7. Death to My Hometown
8. My City of Ruins
9. Spirit in the Night
10. Trapped
11. Jack of All Trades
12. Atlantic City
13. Lonesome Day
14. I'm Goin' Down
15. Contea di Darlington
16. Shackled and Drawn
17. Waitin' on a Sunny Day
18. None but the Brave
19. The Ghost of Tom Joad
20. Badlands
21. Land of Hope and Dreams
22. We Are Alive
23. Thunder Road
24. Born to Run
25. Dancing in the Dark
26. Jungleland
27. Tenth Avenue Freeze-Out
28. Twist and Shout

## Artisti d'apertura
La seguente lista rappresenta il numero correlato agli artisti d'apertura nella tabella delle date del tour.
- Tom Cochrane = 1
- The Trews = 2
- The Black Crowes = 3
- Jamie N Commons = 4
- The Cyborgs = 5
- Josh Ritter & The Royal City Band = 6
- Glen Hansard = 7
- Damien Dempsey = 8
- Imelda May = 9
- LAPD = 10
- Delorentos = 11

## Date
| Data              | Città                      | Stato           | Luogo                               | Artisti d'apertura | Biglietti (venduti / disponibili) | Incasso      |
| Nord America      | Nord America               | Nord America    | Nord America                        | Nord America       | Nord America                      | Nord America |
| ----------------- | -------------------------- | --------------- | ----------------------------------- | ------------------ | --------------------------------- | ------------ |
| 18 marzo 2012     | Atlanta                    | Stati Uniti     | Philips Arena                       | N.D.               | 14.959 / 17.700                   | $1.382.345   |
| 19 marzo 2012     | Greensboro                 | Stati Uniti     | Greensboro Coliseum                 | N.D.               | 12.919 / 15.400                   | $1.169.147   |
| 23 marzo 2012     | Tampa                      | Stati Uniti     | Tampa Bay Times Forum               | N.D.               | 16.615 / 18.987                   | $1.463.180   |
| 26 marzo 2012     | Boston                     | Stati Uniti     | TD Garden                           | N.D.               | 16.779 / 16.779                   | $1.577.847   |
| 28 marzo 2012     | Filadelfia                 | Stati Uniti     | Wells Fargo Center                  | N.D.               | 38.034 / 38.034                   | $3.647.374   |
| 29 marzo 2012     | Filadelfia                 | Stati Uniti     | Wells Fargo Center                  | N.D.               | 38.034 / 38.034                   | $3.647.374   |
| 1º aprile 2012    | Washington                 | Stati Uniti     | Verizon Center                      | N.D.               | 17.699 / 17.699                   | $1.692.142   |
| 3 aprile 2012     | East Rutherford            | Stati Uniti     | Izod Center                         | N.D.               | 38.068 / 38.068                   | $3.663.374   |
| 4 aprile 2012     | East Rutherford            | Stati Uniti     | Izod Center                         | N.D.               | 38.068 / 38.068                   | $3.663.374   |
| 6 aprile 2012     | New York                   | Stati Uniti     | Madison Square Garden               | N.D.               | 38.828 / 38.828                   | $3.524.874   |
| 9 aprile 2012     | New York                   | Stati Uniti     | Madison Square Garden               | N.D.               | 38.828 / 38.828                   | $3.524.874   |
| 12 aprile 2012    | Auburn Hills               | Stati Uniti     | The Palace of Auburn Hills          | N.D.               | 15.607 / 15.607                   | $1.272.044   |
| 13 aprile 2012    | Buffalo                    | Stati Uniti     | First Niagara Center                | N.D.               | 18.344 / 18.344                   | $1.508.680   |
| 16 aprile 2012    | Albany                     | Stati Uniti     | Times Union Center                  | N.D.               | 14.962 / 14.962                   | $1.401.386   |
| 17 aprile 2012    | Cleveland                  | Stati Uniti     | Quicken Loans Arena                 | N.D.               | 18.624 / 18.624                   | $1.565.518   |
| 24 aprile 2012    | San Jose                   | Stati Uniti     | HP Pavilion                         | N.D.               | 15.716 / 17.170                   | $1.515.818   |
| 26 aprile 2012    | Los Angeles                | Stati Uniti     | Los Angeles Memorial Sports Arena   | N.D.               | 32.758 / 32.758                   | $3.051.752   |
| 27 aprile 2012    | Los Angeles                | Stati Uniti     | Los Angeles Memorial Sports Arena   | N.D.               | 32.758 / 32.758                   | $3.051.752   |
| 29 aprile 2012    | New Orleans                | Stati Uniti     | Fair Grounds Race Course            | N.D.               | N.D.                              | N.D.         |
| 2 maggio 2012     | Newark                     | Stati Uniti     | Prudential Center                   | N.D.               | 16.934 / 16.934                   | $1.516.758   |
| Europa            |                            |                 |                                     |                    |                                   |              |
| 13 maggio 2012    | Siviglia                   | Spagna          | Stadio de la Cartuja                | N.D.               | 22.045 / 30.785                   | $1.798.678   |
| 15 maggio 2012    | Las Palmas de Gran Canaria | Spagna          | Stadio di Gran Canaria              | N.D.               | 23.908 / 30.000                   | $1.861.267   |
| 17 maggio 2012    | Barcellona                 | Spagna          | Stadio olimpico Lluís Companys      | N.D.               | 79.430 / 86.000                   | $6.692.818   |
| 18 maggio 2012    | Barcellona                 | Spagna          | Stadio olimpico Lluís Companys      | N.D.               | 79.430 / 86.000                   | $6.692.818   |
| 25 maggio 2012    | Francoforte sul Meno       | Germania        | Commerzbank-Arena                   | N.D.               | 40.219 / 40.219                   | $3.759.361   |
| 27 maggio 2012    | Colonia                    | Germania        | RheinEnergieStadion                 | N.D.               | 40.417 / 40.417                   | $3.786.222   |
| 28 maggio 2012    | Landgraaf                  | Paesi Bassi     | Megaland Landgraff                  | N.D.               | N.D.                              | N.D.         |
| 30 maggio 2012    | Berlino                    | Germania        | Stadio Olimpico                     | N.D.               | 55.491 / 55.491                   | $4.514.798   |
| 2 giugno 2012     | San Sebastián              | Spagna          | Stadio municipale                   | N.D.               | 45.442 / 45.442                   | $4.068.870   |
| 3 giugno 2012     | Lisbona                    | Portogallo      | Parco della Bela Vista              | N.D.               | N.D.                              | N.D.         |
| 7 giugno 2012     | Milano                     | Italia          | Stadio Meazza                       | N.D.               | 57.149 / 57.149                   | $3.855.255   |
| 10 giugno 2012    | Firenze                    | Italia          | Stadio Artemio Franchi              | N.D.               | 42.658 / 42.658                   | $2.840.374   |
| 11 giugno 2012    | Trieste                    | Italia          | Stadio Nereo Rocco                  | N.D.               | 28.109 / 28.109                   | $2.232.817   |
| 17 giugno 2012    | Madrid                     | Spagna          | Stadio Santiago Bernabéu            | N.D.               | 54.639 / 54.639                   | $4.971.750   |
| 19 giugno 2012    | Montpellier                | Francia         | Park&Suites Arena                   | N.D.               | 13.289 / 13.289                   | $1.301.350   |
| 21 giugno 2012    | Sunderland                 | Regno Unito     | Stadium of Light                    | N.D.               | 41.564 / 52.900                   | $3.693.333   |
| 22 giugno 2012    | Manchester                 | Regno Unito     | Etihad Stadium                      | N.D.               | 52.546 / 52.546                   | $4.601.284   |
| 24 giugno 2012    | Isola di Wight             | Regno Unito     | Seaclose Park                       | N.D.               | N.D.                              | N.D.         |
| 4 luglio 2012     | Parigi                     | Francia         | Palazzo dello Sport di Parigi-Bercy | N.D.               | 33.224 / 33.224                   | $3.259.155   |
| 5 luglio 2012     | Parigi                     | Francia         | Palazzo dello Sport di Parigi-Bercy | N.D.               | 33.224 / 33.224                   | $3.259.155   |
| 7 luglio 2012     | Roskilde                   | Danimarca       | Roskilde Dyrskueplads               | N.D.               | N.D.                              | N.D.         |
| 9 luglio 2012     | Zurigo                     | Svizzera        | Letzigrund                          | N.D.               | 41.560 / 41.560                   | $5.193.564   |
| 11 luglio 2012    | Praga                      | Repubblica Ceca | Eden Aréna                          | N.D.               | 22.200 / 22.200                   | $1.639.087   |
| 12 luglio 2012    | Vienna                     | Austria         | Stadio Ernst Happel                 | N.D.               | 50.293 / 50.293                   | $4.502.648   |
| 14 luglio 2012    | Londra                     | Regno Unito     | Hyde Park                           | N.D.               | N.D.                              | N.D.         |
| 17 luglio 2012    | Dublino                    | Irlanda         | RDS Arena                           | N.D.               | 76.000 / 76.000                   | $7.610.327   |
| 18 luglio 2012    | Dublino                    | Irlanda         | RDS Arena                           | N.D.               | 76.000 / 76.000                   | $7.610.327   |
| 21 luglio 2012    | Oslo                       | Norvegia        | Valle Hovin                         | N.D.               | 39.984 / 39.984                   | $4.874.294   |
| 23 luglio 2012    | Bergen                     | Norvegia        | Koengen                             | N.D.               | 44.068 / 44.068                   | $5.353.738   |
| 24 luglio 2012    | Bergen                     | Norvegia        | Koengen                             | N.D.               | 44.068 / 44.068                   | $5.353.738   |
| 27 luglio 2012    | Göteborg                   | Svezia          | Ullevi                              | N.D.               | 131.606 / 131.606                 | $11.968.672  |
| 28 luglio 2012    | Göteborg                   | Svezia          | Ullevi                              | N.D.               | 131.606 / 131.606                 | $11.968.672  |
| 31 luglio 2012    | Helsinki                   | Finlandia       | Stadio Olimpico                     | N.D.               | 43.534 / 43.534                   | $3.988.494   |
| Nord America      |                            |                 |                                     |                    |                                   |              |
| 14 agosto 2012    | Boston                     | Stati Uniti     | Fenway Park                         | N.D.               | 59.644 / 59.644                   | $5.646.102   |
| 15 agosto 2012    | Boston                     | Stati Uniti     | Fenway Park                         | N.D.               | 59.644 / 59.644                   | $5.646.102   |
| 18 agosto 2012    | Foxborough                 | Stati Uniti     | Gillette Stadium                    | N.D.               | 49.621 / 50.000                   | $4.548.896   |
| 24 agosto 2012    | Toronto                    | Canada          | Rogers Centre                       | N.D.               | 38.986 / 40.000                   | $3.672.176   |
| 26 agosto 2012    | Moncton                    | Canada          | Magnetic Hill Concert Site          | 1 ; 2              | 30.200 / 30.200                   | $3.400.901   |
| 29 agosto 2012    | Vernon                     | Stati Uniti     | Autodromo Vernon Downs              | N.D.               | 15.595 / 20.000                   | $1.475.410   |
| 2 settembre 2012  | Filadelfia                 | Stati Uniti     | Citizens Bank Park                  | N.D.               | 73.296 / 78.200                   | $6.644.578   |
| 3 settembre 2012  | Filadelfia                 | Stati Uniti     | Citizens Bank Park                  | N.D.               | 73.296 / 78.200                   | $6.644.578   |
| 7 settembre 2012  | Chicago                    | Stati Uniti     | Wrigley Field                       | N.D.               | 84.218 / 84.218                   | $7.090.141   |
| 8 settembre 2012  | Chicago                    | Stati Uniti     | Wrigley Field                       | N.D.               | 84.218 / 84.218                   | $7.090.141   |
| 14 settembre 2012 | Washington                 | Stati Uniti     | Nationals Park                      | N.D.               | 36.525 / 36.525                   | $3.305.920   |
| 19 settembre 2012 | East Rutherford            | Stati Uniti     | MetLife Stadium                     | N.D.               | 152.290 / 159.000                 | $14.409.760  |
| 21 settembre 2012 | East Rutherford            | Stati Uniti     | MetLife Stadium                     | N.D.               | 152.290 / 159.000                 | $14.409.760  |
| 22 settembre 2012 | East Rutherford            | Stati Uniti     | MetLife Stadium                     | N.D.               | 152.290 / 159.000                 | $14.409.760  |
| 19 ottobre 2012   | Ottawa                     | Canada          | Scotiabank Place                    | N.D.               | 16.271 / 16.271                   | $1.678.662   |
| 21 ottobre 2012   | Hamilton                   | Canada          | Copps Coliseum                      | N.D.               | 16.115 / 18.238                   | $1.764.732   |
| 23 ottobre 2012   | Charlottesville            | Stati Uniti     | John Paul Jones Arena               | N.D.               | 9.931 / 13.000                    | $921.996     |
| 25 ottobre 2012   | Hartford                   | Stati Uniti     | XL Center                           | N.D.               | 14.042 / 15.800                   | $1.329.751   |
| 27 ottobre 2012   | Pittsburgh                 | Stati Uniti     | Consol Energy Center                | N.D.               | 17.956 / 17.956                   | $1.692.278   |
| 31 ottobre 2012   | Rochester                  | Stati Uniti     | Blue Cross Arena                    | N.D.               | 10.405 / 12.323                   | $1.008.272   |
| 1º novembre 2012  | University Park            | Stati Uniti     | Bryce Jordan Center                 | N.D.               | 12.078 / 15.458                   | $1.220.555   |
| 3 novembre 2012   | Louisville                 | Stati Uniti     | KFC Yum! Center                     | N.D.               | 16.699 / 20.491                   | $1.394.816   |
| 11 novembre 2012  | Saint Paul                 | Stati Uniti     | Xcel Energy Center                  | N.D.               | 28.228 / 28.228                   | $2.708.266   |
| 12 novembre 2012  | Saint Paul                 | Stati Uniti     | Xcel Energy Center                  | N.D.               | 28.228 / 28.228                   | $2.708.266   |
| 15 novembre 2012  | Omaha                      | Stati Uniti     | CenturyLink Center                  | N.D.               | 10.269 / 10.269                   | $947.630     |
| 17 novembre 2012  | Kansas City                | Stati Uniti     | Sprint Center                       | N.D.               | 13.875 / 13.875                   | $1.094.111   |
| 19 novembre 2012  | Denver                     | Stati Uniti     | Pepsi Center                        | N.D.               | 14.027 / 17.260                   | $1.284.576   |
| 26 novembre 2012  | Vancouver                  | Canada          | Rogers Arena                        | N.D.               | 17.009 / 17.009                   | $1.824.330   |
| 28 novembre 2012  | Portland                   | Stati Uniti     | Rose Garden                         | N.D.               | 13.790 / 14.798                   | $1.260.800   |
| 30 novembre 2012  | Oakland                    | Stati Uniti     | Oracle Arena                        | N.D.               | 16.268 / 17.400                   | $1.499.818   |
| 4 dicembre 2012   | Anaheim                    | Stati Uniti     | Honda Center                        | N.D.               | 13.743 / 13.800                   | $1.279.194   |
| 6 dicembre 2012   | Glendale                   | Stati Uniti     | Jobing.com Arena                    | N.D.               | 12.660 / 12.660                   | $1.197.272   |
| 10 dicembre 2012  | Città del Messico          | Messico         | Palacio de los Deportes             | N.D.               | 7.690 / 12.000                    | $366.479     |
| 12 dicembre 2012  | New York                   | Stati Uniti     | Madison Square Garden               | N.D.               | N.D.                              | N.D.         |
| Oceania           |                            |                 |                                     |                    |                                   |              |
| 14 marzo 2013     | Brisbane                   | Australia       | Brisbane Entertainment Centre       | N.D.               | 24.493 / 24.493                   | $4.289.920   |
| 16 marzo 2013     | Brisbane                   | Australia       | Brisbane Entertainment Centre       | N.D.               | 24.493 / 24.493                   | $4.289.920   |
| 18 marzo 2013     | Sydney                     | Australia       | Allphones Arena                     | N.D.               | 47.796 / 48.000                   | $7.966.677   |
| 20 marzo 2013     | Sydney                     | Australia       | Allphones Arena                     | N.D.               | 47.796 / 48.000                   | $7.966.677   |
| 22 marzo 2013     | Sydney                     | Australia       | Allphones Arena                     | N.D.               | 47.796 / 48.000                   | $7.966.677   |
| 24 marzo 2013     | Melbourne                  | Australia       | Rod Laver Arena                     | N.D.               | 46.740 / 46.740                   | $7.662.705   |
| 26 marzo 2013     | Melbourne                  | Australia       | Rod Laver Arena                     | N.D.               | 46.740 / 46.740                   | $7.662.705   |
| 27 marzo 2013     | Melbourne                  | Australia       | Rod Laver Arena                     | N.D.               | 46.740 / 46.740                   | $7.662.705   |
| 30 marzo 2013     | Macedon                    | Australia       | Hanging Rock                        | N.D.               | 34.142 / 34.142                   | $5.395.624   |
| 31 marzo 2013     | Macedon                    | Australia       | Hanging Rock                        | N.D.               | 34.142 / 34.142                   | $5.395.624   |
| Europa            |                            |                 |                                     |                    |                                   |              |
| 29 aprile 2013    | Bærum                      | Norvegia        | Telenor Arena                       | N.D.               | 43.918 / 43.918                   | $5.836.045   |
| 30 aprile 2013    | Bærum                      | Norvegia        | Telenor Arena                       | N.D.               | 43.918 / 43.918                   | $5.836.045   |
| 3 maggio 2013     | Stoccolma                  | Svezia          | Friends Arena                       | N.D.               | 164.325 / 164.325                 | $16.332.099  |
| 4 maggio 2013     | Stoccolma                  | Svezia          | Friends Arena                       | N.D.               | 164.325 / 164.325                 | $16.332.099  |
| 7 maggio 2013     | Turku                      | Finlandia       | HK Arena                            | N.D.               | 18.558 / 18.558                   | $2.382.847   |
| 8 maggio 2013     | Turku                      | Finlandia       | HK Arena                            | N.D.               | 18.558 / 18.558                   | $2.382.847   |
| 11 maggio 2013    | Stoccolma                  | Svezia          | Friends Arena                       | N.D.               | [ 30 ]                            | [ 30 ]       |
| 14 maggio 2013    | Copenaghen                 | Danimarca       | Stadio Parken                       | N.D.               | 49.017 / 49.017                   | $5.102.138   |
| 16 maggio 2013    | Herning                    | Danimarca       | Jyske Bank Boxen                    | N.D.               | 14.938 / 14.938                   | $1.828.163   |
| 23 maggio 2013    | Napoli                     | Italia          | Piazza del Plebiscito               | N.D.               | 11.647 / 15.000                   | $951.459     |
| 26 maggio 2013    | Monaco di Baviera          | Germania        | Stadio Olimpico                     | N.D.               | 41.579 / 41.579                   | $3.958.563   |
| 28 maggio 2013    | Hannover                   | Germania        | AWD-Arena                           | N.D.               | 36.859 / 37.000                   | $3.876.987   |
| 31 maggio 2013    | Padova                     | Italia          | Stadio Euganeo                      | N.D.               | 36.208 / 40.000                   | $3.102.414   |
| 3 giugno 2013     | Milano                     | Italia          | Stadio Meazza                       | N.D.               | 56.670 / 56.670                   | $4.209.027   |
| 15 giugno 2013    | Londra                     | Regno Unito     | Stadio di Wembley                   | N.D.               | 70.425 / 70.425                   | $6.479.237   |
| 18 giugno 2013    | Glasgow                    | Regno Unito     | Hampden Park                        | N.D.               | 44.000 / 46.988                   | $4.182.184   |
| 20 giugno 2013    | Coventry                   | Regno Unito     | Ricoh Arena                         | N.D.               | 37.262 / 37.262                   | $3.480.677   |
| 22 giugno 2013    | Nimega                     | Paesi Bassi     | Goffertpark                         | 4 ; 5              | 64.900 / 64.900                   | $6.309.898   |
| 26 giugno 2013    | Gijón                      | Spagna          | Stadio El Molinón                   | N.D.               | 30.571 / 30.571                   | $2.624.674   |
| 29 giugno 2013    | Saint-Denis                | Francia         | Stade de France                     | N.D.               | 61.867 / 61.867                   | $5.785.660   |
| 30 giugno 2013    | Londra                     | Regno Unito     | Parco Olimpico di Londra            | N.D.               | N.D.                              | N.D.         |
| 3 luglio 2013     | Ginevra                    | Svizzera        | Stade de Genève                     | N.D.               | 22.391 / 40.000                   | $3.115.860   |
| 5 luglio 2013     | Mönchen Gladbach           | Germania        | Borussia-Park                       | N.D.               | 34.050 / 37.800                   | $3.809.644   |
| 7 luglio 2013     | Lipsia                     | Germania        | Red Bull Arena                      | N.D.               | 46.346 / 46.346                   | $4.297.021   |
| 11 luglio 2013    | Roma                       | Italia          | Ippodromo delle Capannelle          | 5                  | 27.024 / 37.000                   | $2.261.922   |
| 13 luglio 2013    | Werchter                   | Belgio          | Werchter Festival Park              | N.D.               | N.D.                              | N.D.         |
| 16 luglio 2013    | Limerick                   | Irlanda         | Thomond Park                        | N.D.               | 28.091 / 28.091                   | $3.226.410   |
| 18 luglio 2013    | Cork                       | Irlanda         | Páirc Uí Chaoimh                    | N.D.               | 37.328 / 37.328                   | $4.263.690   |
| 20 luglio 2013    | Belfast                    | Regno Unito     | King's Hall                         | N.D.               | 28.211 / 28.211                   | $3.131.421   |
| 23 luglio 2013    | Cardiff                    | Regno Unito     | Millennium Stadium                  | N.D.               | 27.722 / 29.000                   | $2.507.945   |
| 24 luglio 2013    | Leeds                      | Regno Unito     | Leeds Arena                         | N.D.               | 11.367 / 11.367                   | $1.134.415   |
| 27 luglio 2013    | Kilkenny                   | Irlanda         | Nowlan Park                         | 6 ; 7 ; 8          | 54.292 / 54.292                   | $6.223.768   |
| 28 luglio 2013    | Kilkenny                   | Irlanda         | Nowlan Park                         | 9 ; 10 ; 11        | 54.292 / 54.292                   | $6.223.768   |
| Sudamerica        |                            |                 |                                     |                    |                                   |              |
| 12 settembre 2013 | Santiago del Cile          | Cile            | Movistar Arena                      | N.D.               | 5.256 / 10.100                    | $481.791     |
| 14 settembre 2013 | Buenos Aires               | Argentina       | Stadio G.E.B.A.                     | N.D.               | 7.095 / 12.000                    | $729.946     |
| 18 settembre 2013 | San Paolo                  | Brasile         | Spazio delle Americhe               | N.D.               | 5.359 / 7.500                     | $670.466     |
| 21 settembre 2013 | Rio de Janeiro             | Brasile         | Parco degli Atleti                  | N.D.               | N.D.                              | N.D.         |
| Totale            | Totale                     | Totale          | Totale                              | Totale             | 3.378.629 / 3.456.384 (97.8%)     | $340.599.114 |

## Formazione
- Bruce Springsteen – voce, chitarra, armonica a bocca e pianoforte
- E Street Band[33]
  - Roy Bittan – pianoforte e tastiere
  - Jake Clemons – sassofono, percussioni e cori
  - Nils Lofgren – chitarra, pedal steel guitar, banjo e cori
  - Patti Scialfa – chitarra acustica e cori
  - Garry Tallent – basso elettrico
  - Steven Van Zandt – chitarra, mandolino e cori
  - Max Weinberg – batteria

con
- Soozie Tyrell – violino, chitarra acustica e cori
- Charles Giordano – organo elettronico, glockenspiel elettronico e fisarmonica
- Tom Morello - chitarra, cori, voce principale in The Ghost of Tom Joad (Morello sostituì Steve Van Zandt durante i concerti in Australia)
- The E Street Horns
  - Jake Clemons – sassofono, percussioni e cori
  - Eddie Manion - sassofono baritono, sassofono tenore, percussioni
  - Curt Ramm - tromba, percussioni
  - Barry Danielian - tromba, percussioni
  - Clark Gayton - trombone, percussioni
- The E Street Choir:
  - Curtis King - cori, percussioni
  - Cindy Mizelle - cori, percussioni
  - Michelle Moore - cori, percussioni
  - Everett Bradley -  percussioni, cori, percussioni